# 井之頭公園站
井之頭公園站（日语：／ Inokashira-kōen eki */?）是一個位於東京都三鷹市井之頭三丁目，屬於京王電鐵井之頭線的鐵路車站。車站編號是IN16。

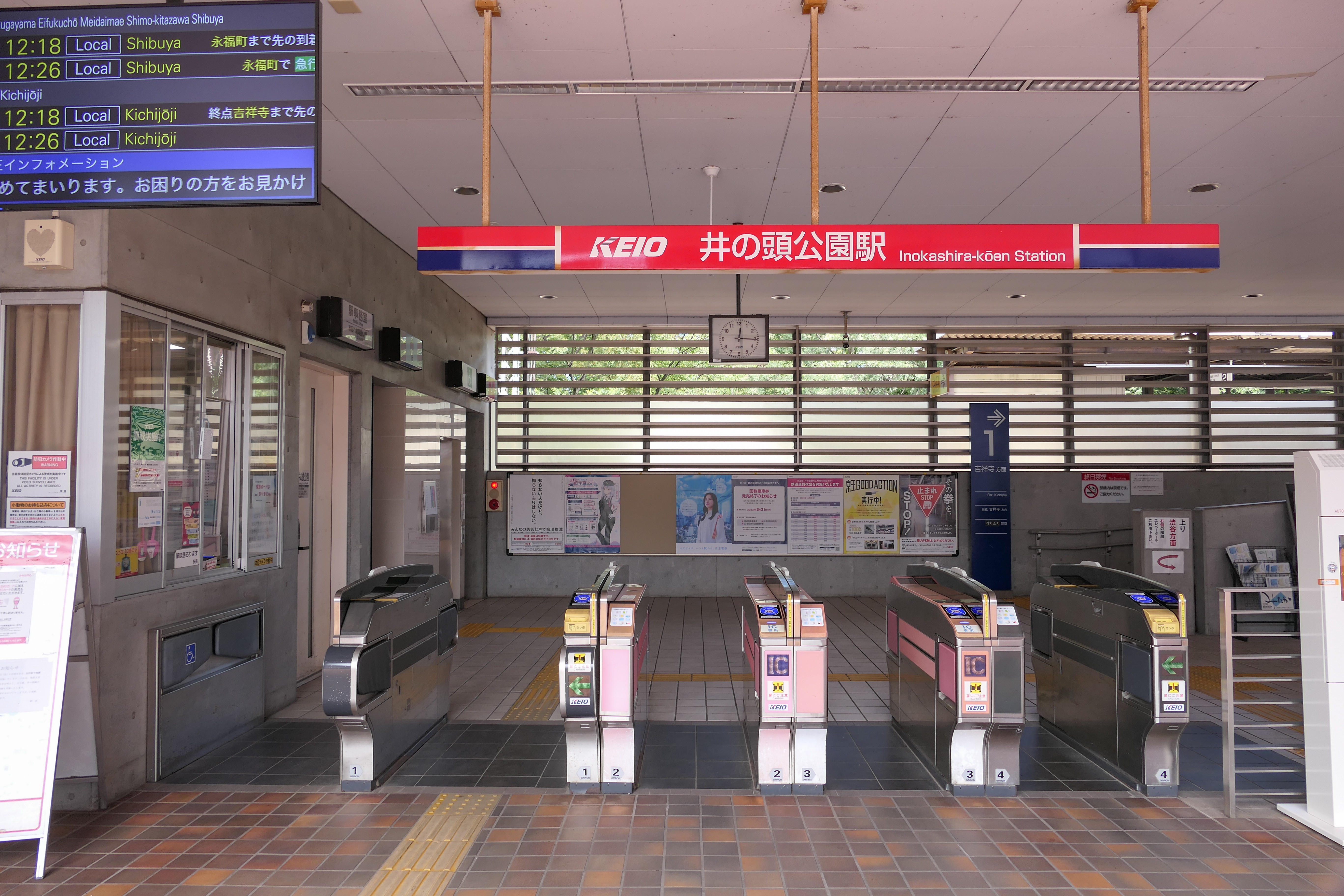
檢票口（2023年8月）

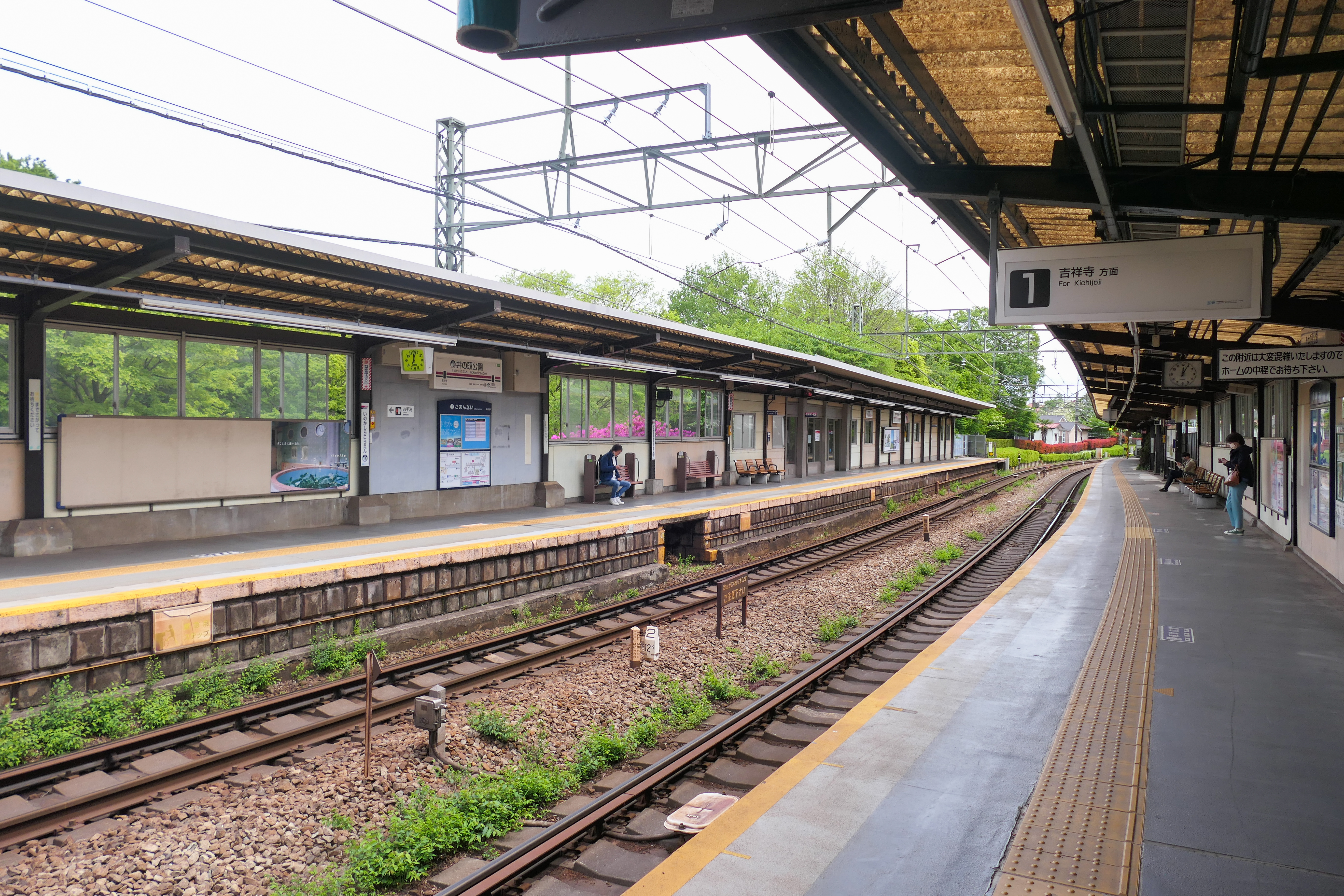
月台（2023年4月）

## 歷史

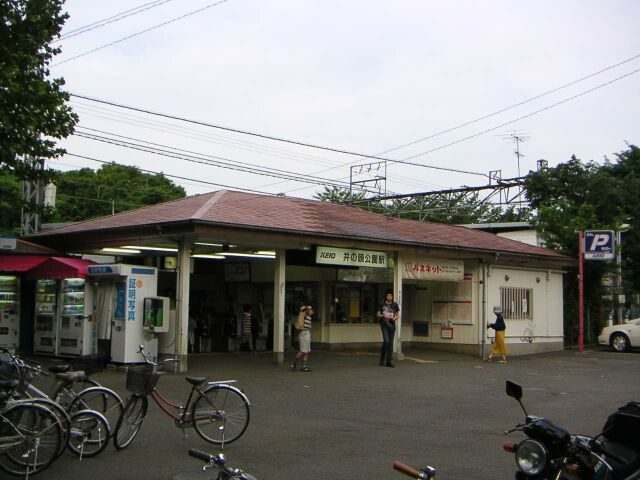
改建前的車站（2004年5月）

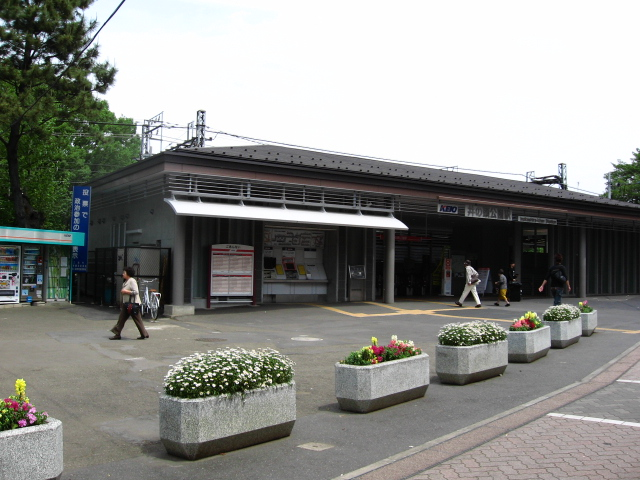
改建後的站房（2008年5月）

- 1933年（昭和8年）8月1日 - 帝都電鐵澀谷 - 當站（當時站名爲）區間開通營運。
- 1934年（昭和9年）4月1日 - 帝都電鐵當站 - 吉祥寺間路段延伸開通營運。
- 1940年（昭和15年）5月1日 - 與小田原急行鐵道合併，成為該公司帝都線的車站。
- 1942年（昭和17年）5月1日 - 小田急電鐵與東京急行電鐵（大東急）合併。
- 1948年（昭和23年）6月1日 - 從東急分離，成立京王帝都電鐵，成為該公司井之頭線的車站。
- 1950年（昭和25年） - 車站名稱改爲。
- 1960年（昭和35年） - 車站名稱改爲。
- 2006年（平成18年）7月 - 車站改建完工。

## 車站構造
此車站是地面車站，配置有2面2線的側式月台。站房位於吉祥寺方向的月台一側，以地下道連接往澀谷方向的乘車月台。
2006年7月，車站改建工程竣工。車站無障礙化，裝設電梯，改建了廁所和車站辦公室。

### 月台配置
| 月台 | 路線     | 方向 | 目的地                           |
| ---- | -------- | ---- | -------------------------------- |
| 1    | 井之頭線 | 下行 | 吉祥寺方向                       |
| 2    | 井之頭線 | 上行 | 久我山、明大前、下北澤、澀谷方向 |

## 使用情況
2016年度的1日平均上下車乘客數為6,873人，是井之頭線中上下車乘客數最少的車站。上下車乘客人數及乘車人數推移如下所記。
| 年度               | 1日平均 上下車人次 | 1日平均 上車人次 | 來源     |
| ------------------ | ------------------ | ---------------- | -------- |
| 1955年（昭和30年） | 4,379              |                  |          |
| 1960年（昭和35年） | 7,229              |                  |          |
| 1965年（昭和40年） | 8,813              |                  |          |
| 1970年（昭和45年） | 10,011             |                  |          |
| 1973年（昭和48年） | 11,711             |                  |          |
| 1975年（昭和50年） | 9,470              |                  |          |
| 1980年（昭和55年） | 7,538              |                  |          |
| 1985年（昭和60年） | 7,155              |                  |          |
| 1990年（平成02年） | 6,628              | 3,074            | [ * 1 ]  |
| 1991年（平成03年） |                    | 3,202            | [ * 2 ]  |
| 1992年（平成04年） |                    | 3,101            | [ * 3 ]  |
| 1993年（平成05年） |                    | 3,170            | [ * 4 ]  |
| 1994年（平成06年） |                    | 3,121            | [ * 5 ]  |
| 1995年（平成07年） | 6,487              | 3,049            | [ * 6 ]  |
| 1996年（平成08年） |                    | 2,989            | [ * 7 ]  |
| 1997年（平成09年） |                    | 2,573            | [ * 8 ]  |
| 1998年（平成10年） |                    | 2,592            | [ * 9 ]  |
| 1999年（平成11年） |                    | 2,563            | [ * 10 ] |
| 2000年（平成12年） | 5,827              | 2,647            | [ * 11 ] |
| 2001年（平成13年） |                    | 2,729            | [ * 12 ] |
| 2002年（平成14年） | 6,724              | 3,153            | [ * 13 ] |
| 2003年（平成15年） | 6,244              | 2,869            | [ * 14 ] |
| 2004年（平成16年） | 5,649              | 2,584            | [ * 15 ] |
| 2005年（平成17年） | 5,487              | 2,567            | [ * 16 ] |
| 2006年（平成18年） | 5,267              | 2,523            | [ * 17 ] |
| 2007年（平成19年） | 6,601              | 3,276            | [ * 18 ] |
| 2008年（平成20年） | 6,771              | 3,367            | [ * 19 ] |
| 2009年（平成21年） | 6,935              | 3,438            | [ * 20 ] |
| 2010年（平成22年） | 6,682              | 3,320            | [ * 21 ] |
| 2011年（平成23年） | 6,590              | 3,282            | [ * 22 ] |
| 2012年（平成24年） | 6,754              | 3,348            | [ * 23 ] |
| 2013年（平成25年） | 6,646              | 3,312            | [ * 24 ] |
| 2014年（平成26年） | 6,587              | 3,268            | [ * 25 ] |
| 2015年（平成27年） | 6,806              |                  |          |
| 2016年（平成28年） | 6,873              |                  |          |

## 車站周邊

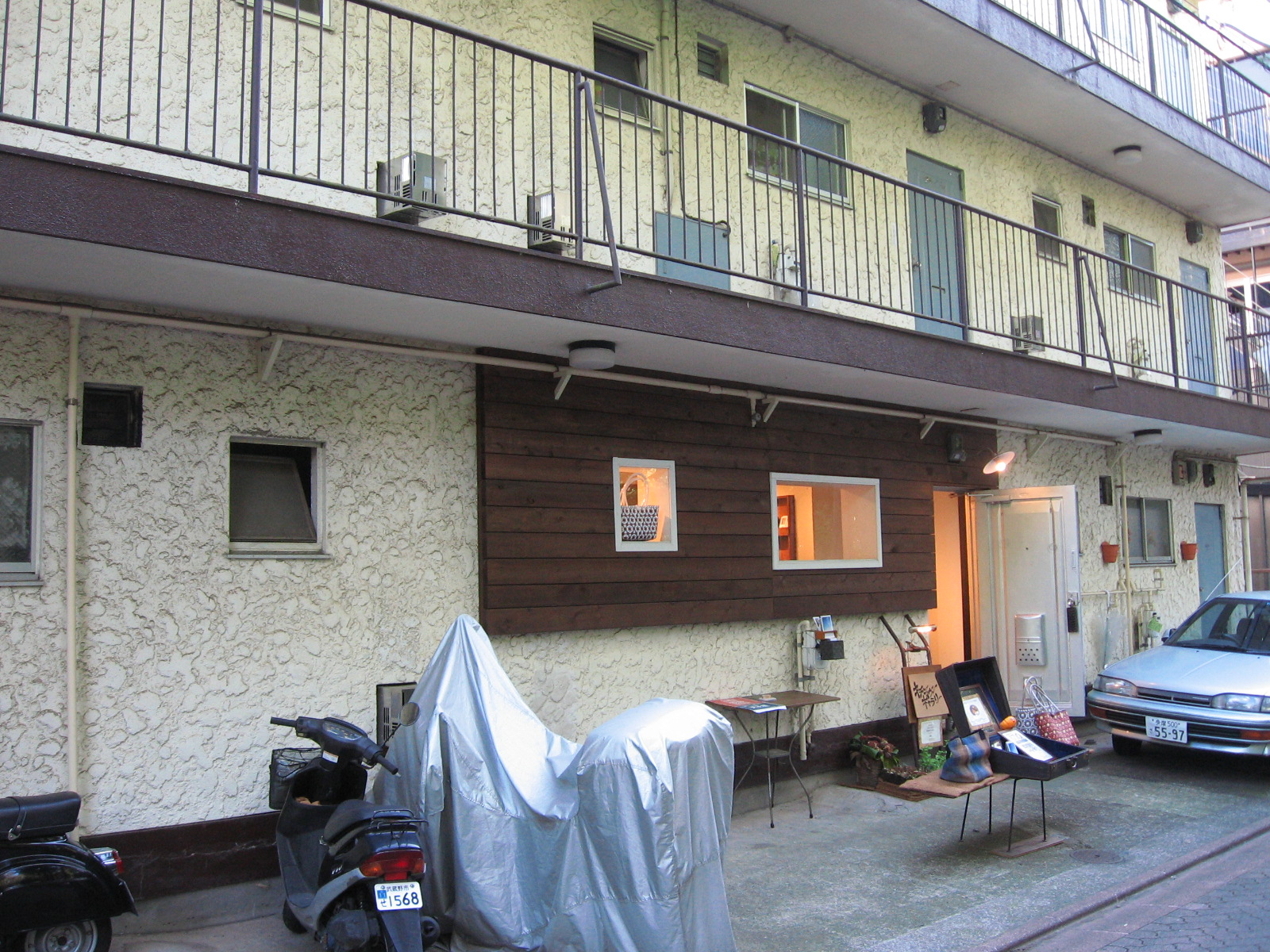
站前的出租藝廊「キチジョウジギャラリー（Kichijoji Gallery）」。電視連續劇『GTO』（2012年，關西電視台製作播放）的攝影場景之一。

車站雖位於三鷹市內，但是緊鄰著市界的關係，車站旁邊即屬於武藏野市的市境。距離臨接的吉祥寺站僅有600m。
- 都立井之頭恩賜公園（井之頭公園）
  - 井之頭池
- 神田川
- 學校法人明星學園（日语：学校法人明星学園）
- 法政大學中學高等學校（日语：法政大学中学校・高等学校）
- 三鷹井之頭郵便局
- Kichijoji Gallery（页面存档备份，存于）（出租藝廊）

站前常成為電視連續劇、廣告或是電影場景的取景地點。

## 相鄰車站
京王電鐵
 井之頭線
■急行
通過（在櫻花花季的星期六、日臨時停靠）
■各站停車
三鷹台（IN15）－井之頭公園（IN16）－吉祥寺（IN17）

## 關連項目
- 日本鐵路車站列表

## 外部連結
- 井之頭公園 - 京王電鐵